# Seven Sudamericano Femenino 2023 (Asunción)
El Seven Sudamericano Femenino de 2023 fue la vigésimo tercera edición del torneo de selecciones femeninas de rugby 7 organizado por la Sudamérica Rugby.
Se disputó entre el 30 de septiembre y el 1 de octubre en las instalaciones del Héroes de Curupaytí de Asunción, Paraguay.
Argentina obtuvo su primer tÍtulo en la competición.

## Equipos participantes
- Argentina
- Brasil
- Chile
- Colombia
- Paraguay
- Perú
- Uruguay

## Fase de grupos
| Pos | Países    | Partidos | Partidos | Partidos | Partidos | Tantos | Tantos | Tantos | Pts |
| Pos | Países    | J        | G        | E        | P        | PF     | PC     | DP     | Pts |
| --- | --------- | -------- | -------- | -------- | -------- | ------ | ------ | ------ | --- |
| 1   | Argentina | 6        | 6        | 0        | 0        | 199    | 19     | +180   | 18  |
| 2   | Brasil    | 6        | 5        | 0        | 1        | 149    | 56     | +93    | 16  |
| 3   | Chile     | 6        | 3        | 0        | 3        | 100    | 77     | +23    | 12  |
| 4   | Paraguay  | 6        | 3        | 0        | 3        | 100    | 82     | +18    | 12  |
| 5   | Colombia  | 6        | 3        | 0        | 3        | 83     | 93     | -10    | 12  |
| 6   | Perú      | 6        | 1        | 0        | 5        | 24     | 155    | -131   | 8   |
| 7   | Uruguay   | 6        | 0        | 0        | 6        | 19     | 192    | -173   | 6   |

### Partidos
| 30 de septiembre | Brasil | 38 - 7 | Uruguay |  |  |

| 30 de septiembre | Argentina | 35 - 0 | Colombia |  |  |

| 30 de septiembre | Chile | 19 - 0 | Perú |  |  |

| 30 de septiembre | Brasil | 29 - 0 | Colombia |  |  |

| 30 de septiembre | Paraguay | 28 - 0 | Perú |  |  |

| 30 de septiembre | Chile | 36 - 0 | Uruguay |  |  |

| 30 de septiembre | Brasil | 24 - 12 | Paraguay |  |  |

| 30 de septiembre | Argentina | 41 - 0 | Uruguay |  |  |

| 30 de septiembre | Colombia | 17 - 12 | Chile |  |  |

| 30 de septiembre | Uruguay | 5 - 14 | Perú |  |  |

| 30 de septiembre | Paraguay | 0 - 27 | Argentina |  |  |

| 1 de octubre | Brasil | 24 - 5 | Perú |  |  |

| 1 de octubre | Uruguay | 0 - 27 | Colombia |  |  |

| 1 de octubre | Argentina | 26 - 7 | Chile |  |  |

| 1 de octubre | Colombia | 29 - 5 | Perú |  |  |

| 1 de octubre | Paraguay | 12 - 14 | Chile |  |  |

| 1 de octubre | Brasil | 22 - 12 | Chile |  |  |

| 1 de octubre | Argentina | 50 - 0 | Perú |  |  |

| 1 de octubre | Uruguay | 7 - 36 | Paraguay |  |  |

| 1 de octubre | Brasil | 12 - 20 | Argentina |  |  |

| 1 de octubre | Paraguay | 12 - 10 | Colombia |  |  |

| Bandera de Argentina |
| Campeón Argentina    |
| Primer título        |